# 流星眼視観測
流星眼視観測（りゅうせいがんしかんそく）は、人間の視覚を用いて行われる流星の観測のことである。
科学機器を使った流星の研究以前に行われた流星の研究が該当する。また現代の専門家のみならず一般人が行った観測でも、単に目撃しただけではなく、数量的なものや、流星の発光点や消滅点位置の記録が存在するもの等、科学的な情報を含んだものなら該当する。機械化によって人間の目で行われたものでない観測は該当しない。
流星天文学分野の特定のテーマの解明を意図して、その測定方法や、測定の中身を精密に決めてから行う、専門的な「流星の計測」、「流星の物理探査」等には、人間の視覚を使うものは現在ほとんどない。

## 流星眼視観測の種類
流星眼視観測は大きく3つに分けられる。流星眼視記録観測（流星プロット観測）、流星眼視計数観測、流星眼視軌道観測（現在はたいへん精度の高い銀塩写真と回転シャッター付きカメラを用いた測定に置き換わった）である。

### 流星眼視記録観測（流星プロット）
この観測では、流星を残らず見逃さずに記録する事よりも、個々の記録が綿密である事に主眼がある。これは後述する流星眼視計数観測と全く違う点である。

#### 実際の観測方法
中心投影図法にて表現された、通常4～5等級までの恒星と、赤経・赤緯の線の入った星図に、観測した流星の発光点から消滅点までの経路を、定規を用いて矢印を線で結んで鉛筆書きでプロットし、新しい流星群の存在や、中規模以下の既存の流星群の一定期間中の活動の確認を眼視で行う。ここで星図にプロットするのは、無秩序に流れている散在流星と、目的の流星群とを分離するためである。数十年後に顕著な流星群に発達する場合も、活動が確認された当初は、この観測法で十個以下の群流星が記録されたに過ぎないケースがある。よって、特に初期現象の検出に有効である。
流星観測用の星図は、全天を20～40程度に分けてオーバーラップ部分の多いものが市販されており、出版者・編集者とも事実上著作権放棄したものが現在使われている。また、日本流星研究会のホームページからもダウンロードすることが可能である。目標とする流星群が定まっている場合は、その流星群の放射点がほぼ中央になるように星図を選び、実際の空と星図が上下左右一致するように星図を回転し、下敷きを敷いて使用する。観測者は放射点の方向を向いて空を見上げ、流星を記録する。
未知群を検出した場合、まず放射点を把握し、記録する星図を選択して上記のように向きを決め、同じ群に属する流星が、その点から放射上に飛ぶ様子を記録する。また経路の矢印だけでなく、流星の見かけスピード、光り方の変化の特徴、流星の色、流星痕の有無、等の情報も、個々の流星の矢印の近くか、欄外や別紙に番号を打って記録する。個々の流星については更に、出現時刻（精度数秒程度）、流星として光っていた継続時間の概算値、明るさ（等級）、その他特殊な現象があれば、それらも記録する。特に継続時間と、発光点、消滅点が精密なものが、かつての流星眼視軌道観測であるが、これは現在ほとんど行われず、機械による観測に譲った。
また星図には、観測した年・月・日、観測開始と終了の時刻、天候や雲の妨害の有無、実質的な観測時間、月明かりや恒星がどの位の明るさのものまで見える空だったのかも記録する。観測した場所、経度・緯度・標高の記録も忘れてはならない。場所は1km四方のメッシュ（標高も1000m）で確定すれば精度上充分だが、詳しく判るに越したことはない。
上記現地での生の記録データは、流星群の存在を説明するため、流星群の構成メンバーだけ抜き出す等して後で清書する。その書類にも最低限、観測でターゲットにした流星群、観測した年・月・日、観測場所、観測開始と終了の時刻、観測時間、観測者を記入しておかないと、その図が何だったのか、ずっと後になると判らなくなるので注意が必要である。
清書した図には放射点位置を記録する。その際、×印やその誤差範囲の円を用いて表現する。後者が用いられた場合、観測が視覚であることによるエラーのせいもあるが、かなり大きい場合や複数に分かれているものは、実際に放射点が集中していない場合もある。放射点の集中度や観測の精度に関する情報も、後にその流星群を解明する上で役立つことがある。

#### 評価その他
これらの記録データから本当に未知群が検出されたかどうかは、以下のことからわかる。バックグラウンドの流星の数に対し、放射状に飛ぶ成分が卓越していると、概して新たな流星群の存在の証明となっているのである。また上記の諸特徴の情報が、総じて、同一群として矛盾がないかどうかで確認される。
以上の流星眼視記録観測が、日常不意に出た火球や隕石について多くの市民によって行われると、たいへん貴重な情報となる。特に隕石の場合、普通の流星眼視記録観測の要領で観測された情報から、隕石の軌道がかなり詳しく推定できるためである。
2007年9月1日晩に出現が予想されているぎょしゃ座流星群の突発にはこの観測法が最も適していると思われる。

### 流星眼視計数観測
流星の出現数の動向、平たく言えば「たくさん飛んだかどうか」を眼視で確認する観測である。視覚的に観測可能な明るさの流星について行われるものである。
全く予期しない流星雨の出現や、普段幾らか飛んでいる流星群の活動の活発化や沈静化等、予期しない現象を捉えたとき、極めて貴重な情報となる。
なお歴史的な民間伝承の「突発的」多出現とされたものは、現在は理論的にほぼ解明されてしまい、今なら突発的ではなく予想可能と見られている。
南極観測船宗谷において、ほうおう座流星群の多出現が専門家によって観測されたが、これも現在では「たぶん次回は予想可能」とされている。日本国内で1世紀に1度程度の頻度で起こる「初回の不意打ち」を捉えるのが大きな目標と言える（これも後に解明される可能性が大きいが）。
なお、活動度が普段より高い流星群の「普段」の活動度を監視し続けなければ、「異常」が把握出来ないことは言うまでもない。また熱心な流星観測者は、より細かい現象や前触れを残らず捉えようと、常々努力している。

#### 流星の数とその補正
古来より、特に日本や中国には、未知・既知の流星群の活動の記録がたくさん残っている。そこで眼視計数観測では、それらの記録とつなげて、著しい流星群の活動の記録を、数千年のタイムスパンで比較する手法がとられる。上記古記録は、個人の日記であったり、2～3名の天文方役人等のうちの一人が報告したもの等、一人称形式で語られたものである。厳密な証明は困難だが、これらは一人で見た数が記録されていると見られる。よって流星眼視計数観測の結果示される「流星の数」は、現在のところ「人間一人の目で見た流星の数」に情報が制約され、「特定の地点の空全体に現れたすべての流星の数」を意味しない決まりになっている。特に見晴らしの良い伏角が大きい山の上で、流星を多人数で暗いものまでくまなく数え上げたりすると、その数が流星眼視計数観測での数よりほぼまるまる一桁増えて幻の大出現となってしまうため、注意が必要である。

##### HR（hourly rate）と考慮される事柄
数量の表現は1時間当たりでなされ、全体数が問題にされるわけではない。例えば「HRで15個」等という表現で報告がなされる（HRとは「1時間当たり換算の」の略語）。たとえば観測時間が4時間の場合であるならば、全体数を4で割る操作を行う。
流星眼視計数観測で求められる流星数は、それを常用対数になおした時、0.5程度の誤差範囲に収まる精度の情報になる事が目標とされる。つまり、HRで1, 3,10 , 30, 100, 300, 1000, 3000, 10000…が、それぞれ分別されるという意味である。たとえば、「HRで3000個」と表現された場合、「3000に一番近く、1000や10000にはやや遠い」という情報が得られていると見るべきである。こんなに荒い精度を出すのは簡単なようだが、以下のような事情のため難しい。
- 流星を見る数に個人差がある。個人差は最大で4～5倍ある事が経験的に判っている。その為個々の観測結果は、観測地が近ければ平均化される。
- 上記流星数は、理想的な観測環境のものにすぎない。より詳しくは、見晴らしの良い水平線まですべて見える場所で、月明かりが全く無く、空の状態が理想的で、雲ひとつ無い快晴の日に、観測者が完全に観測だけに集中し、ほぼ天頂を向いて、正確に流星を数え続けたときの数を標準とするとされている。ここで、空が理想的とは、恒星が6等級まで完全に見える（6.5等星まで見える）ことを意味する。たとえば地平線付近に障害物のある通常の郊外の平地では、快晴で観測しても、公表されたHR値の半分程度の数しか見えない事も稀ではない。「流星観測の専門家と自分とでは、観測の慣れにより数が大きく違うのだ」と、思い込んだ健康な成人が、山頂の見晴らしの良い所で流星を数えて、「単なる観測場所の条件の差であった」と気がつくのは、ままある話である。逆に観測地の条件の差が観測される数に大きく影響することを、流星数を公表する側も認識して公表する必要がある。また情報を聞く側も、観測条件に関する情報が付記されたものしか信じない注意深さが必要である。
- 観測場所の条件のいろいろ違うデータを理想的な条件に引き戻す作業を「CHR（corrected hourly rate）を計算する」と言うが、妨害要因が軽微な場合を除いて、CHRを正確に計算するのは困難である。なおCHR計算の具体的な方法については、別途まとめ書きする。

空の条件が悪くなると星はだんだん見えなくなるが、横軸に流星の明るさを等級で、縦軸に数をプロットしたグラフは指数関数カーブになるとの理論がある。そこでそれを根拠に現在ヨーロッパでは指数関数CHRが計算され、日本でもそれに倣っている。
上記指数関数方式は、理論的根拠はあるものの、現実と完全には一致していないという指摘がある。暗い流星の流星物質と明るい流星のそれとでは、太陽の輻射圧の影響が異なるため、明るい流星が出ても暗い流星が同じ頃飛ぶ保証は無いためである。このため、上記補正式は「補正しすぎ」と言われる。しかしながら、限界等級の恒星の見積もりにもともと困難があることや、地平線近くの恒星の限界等級の変動の挙動は天頂より幅が大きく、それがCHRにふらつきと「補正不足」の効果を与えることが判っている。補正不足、補正しすぎの効果は重なって偶然小さくなる事もあるが、一般には挙動が不安定で、2～3倍のふらつきがすぐに生じる。このCHR計算時の不安定要因は月明かりや全国の天気によるものであるが、上記メカニズムがその中でも最も卓越していると見られている。
なおヨーロッパ方式に合わせているのは、日本で特に観測条件の良かった1985年のジャコビニ流星群の突発の際、CHRの計算方式がヨーロッパ方式でなく、流星観測者の小槙孝二郎氏考案の、「長方形グラフ仮定方式」だったために、ある専門雑誌レフェリー（査読者）に掲載を断られかけたためとされている。データ広報の阻害を防ぐため、それ以降日本はヨーロッパに合わせた。
上記のようにして求めた(C)HRは、流星物質の惑星間空間における密度に比例していない。流星の発光する面が地球の公転運動に対して静止した座標における流星の速度ベクトルの方向に平行なら流星は全く出ず、垂直に突入するとき最も増えるからである。そこで発光面と流星速度ベクトルが垂直なときを基準にした数をHRとは別に決めている。それを天頂出現数（ZHR zenith hourly rate）という。これは放射点が天頂の時の流星数の略であるが、ベクトルが垂直なとき、流星の放射点が天頂に来るからである。CHRをZHRに引きなおすとき、以下の数で割られる。放射点高度角が30°～35°程度の所で、倍率が2を超えるので、下記にまとめたように理論と実際のズレの影響を受けるようになり、放射点高度が15°以下のZHR値は参考程度と見るべきである。

##### ZHRを計算するとき、考慮される事柄
1. もともと空間にある流星数が同じでも、流星の発光する面を通過する角度によって流星数は変動する。すなわち、流星の対地速度ベクトルの方向と発光する面の角度すなわち、放射点高度角がhのとき、流星が面に幾何学的に当たりやすいかどうかによって、sin(h)に比例する。
2. 流星が斜めに突入すると、垂直に突入するときとは消耗のようすが異なる。斜めだと大気の薄い高度の高い所で光っている時間が長くなるからである。以前の理論では、流星の最大光輝点の絶対光度は放射点高度のsinに比例し、数は流星の光度比L（倍）を使って、ほぼ(sin(h))の2.5Log(L)乗になるとされた。これは標準大気モデルと、単位あたりの衝突大気が可視光を一定量発生させ、それに従って塵の単位質量を消失させるとのモデルから得られたものである（長沢工　流星物理セミナー）。その後、この理論は大気圧の非常に低い場所でしか成り立たない近似であると考えられるようになり、最大光輝点の明るさは、大気密度にあまり依存しないのではないかと見られるようになった。
日本では、以上のいきさつから、現在は暫定的に、2の効果は無しとして処理されることが多い。こうするとヨーロッパ方式と同じ結果になる（ヨーロッパの放射点高度の差の修正式(sin(h))のγ乗で、上記1+2でγ=1を取った事になるため）。しかしγが本当に1なのかどうかは正確には判っておらず、差は誤差になるはずである。
3. 流星の見かけの位置に関わる効果。具体的には、流星の見かけスピードが、放射点が低いほど速くなるため、流星が同じ明るさでも見えが変わる効果や、流星の発光する面が、地上100km程度のため、縁に近い裏側にも幾らか飛ぶ効果。また流星は線を描いて飛ぶため、消滅点付近だけが地平線から顔を出す効果。また、地球の引力により放射点自体が浮き上がる効果。
小槙孝二郎は、3の効果により、流星は放射点高度が0°のとき、sin（7度）の割合で飛ぶとして、ZHRを計算していた。しかしヨーロッパ方式へ移行する際、ヨーロッパにこれらを考慮する習慣がなかったため、3の効果は無視する事になった。実際の所、こうした効果の研究は余り進んでいない。しかしもし3が有ったとすると、ZHRを計算するとき、放射点高度角が小さい所で誤差の主要因になっているものと推測できる。

#### 実際の観測方法
流星眼視計数観測は、人間が見晴らしのよい、開けた、空の条件のよい所へ行き、寝転ぶなどして天頂を中心に星空を見上げ、ターゲットとなる流星群の数をカウントする。観測場所の位置の精度は、記録観測より更に粗く、経度・緯度にして1°の精度があれば充分である。なお生記録を更に清書する際、そこへは観測した年・月・日、狙った現象、観測者の氏名も忘れず記録する。
観測中は、観測者の他、もう一人記録をする助手が居た方が精度が上がる。
観測中は、視線の中央部で、見える恒星のうちで最も暗いものの明るさを、10分程度ごとに計測することと、雲が出てきたら、雲の全天に占める面積の割合と、その計測時刻を、流星観測をしながら計らなければならない。流星が流れたら即座に合図し、流星群に属しているかどうかを注意深く確認する。群によっては、放射点が分かれるものもあるため、それらの帰属も忘れずする。流星の出現時刻は記録者の測定に任せるが、流星が流れたこと自体は観測者が知らせる。記録者は流星に番号を付け、後で数え間違いをしないようにするとよい。その他流星の明るさ、群流星であることを証拠だてる特徴を記録しておく。生のデータは番号、時刻、流星群、明るさ、その他の情報と並んだ表の形だけで星図は要らない。結局のところ記録された全ての流星の数から、散在流星や別の群流星の数を引いた残りの数が生の数データとなり、それに観測時間、雲域の平均面積、最も暗い恒星の明るさの平均、観測時刻の中央点から計算で求めることのできる放射点高度角値が、「流星数」を計算する元情報になる。

## 流星数の計算
流星眼視計数観測における流星数は、極めて簡単な以下の計算で出せる。

### HR
観測値を時間単位の実観測時間で割ると、HRになる。

### 理想的な空の条件でのHR（CHR）
- 雲が無い条件への補正：

雲の観測時間内の平均面積をCとする。気象観測方式のように、10分率で記録した場合は、数値を10分の1にする。
ヨーロッパ方式では単純に（1-C）で割る。なお、かつての小槙孝二郎方式では（1-0.5×C）だった。0.5の根拠ははっきりしない。現行のヨーロッパ方式にせよ他方式にせよ、雲の割合が5割を超えているデータから、理想的な空の条件でのHRを求めるのはそもそも無理である。
- 6等まで見える空への補正：

最も暗い恒星の明るさの平均値をm等、光度比をLとして、Lの（6.5-m）乗を掛ける（Lの（m-6.5）乗を割っても同じ）。
なお、光度比Lはすべての流星群で、文献上の平均値は約2.25である。2.0や2.5などで集計しても、最終的な結論に大差は出ない。またmは少なくとも4.5等より大きくなければ意味のある数値は出ない（なおmが7.0等を超えるのは極めて稀である）。

### ZHRの計算
球面三角法で観測時刻中央値の放射点高度角hを予め計算しておく。現在はCHRをsin(h)で割り、ZHRにしている（γ=1）。